# Tchan-Routcheï
Tchan-Routcheï (en russe : Чан-Ручей) est un possiolok inhabité de l'okroug urbain de Vidiaïevo (une ZATO) de l'oblast de Mourmansk, en Russie arctique.

## Géographie
Le village de Tchan-Routcheï se situe dans l'oblast de Mourmansk, un oblast de la Laponie, en Russie arctique, et il fait partie du district fédéral du Nord-Ouest. Le village fait partie de l'okroug urbain de Vidiaïevo une subdivision de l'oblast.  
Tchan-Routcheï, comme tout l'oblast de Mourmansk, est située dans le fuseau horaire MSK (heure de Moscou). Le décalage horaire appliqué par rapport au temps universel coordonné est +03:00.

## Démographie
Recensements (*) et estimations de la population,:
| 2002 * | 2010* | 2023 | - |
| ------ | ----- | ---- | - |
| 125    | 0     | 0    | - |